# Les Prisonniers de Beckett
Les Prisonniers de Beckett è un film documentario del 2005 diretto da Michka Saäl, la versione originale in inglese e svedese, sottotitoli in italiano. 
Il documentario è un puzzle, a metà tra tragedia e burlesque, che ricostruisce questa avventura e va alla ricerca dei suoi eroi.

## Trama
Una storia vera che inizia nel 1985 nel carcere di massima sicurezza di Kumla in Svezia, dove un giovane attore, Jan Jönson, decide di mettere in scena Aspettando Godot con cinque detenuti come attori.
La recitazione è così unica e autentica che lo stesso Beckett concede loro i diritti sulla sua opera e segue la compagnia dal suo ritiro a Parigi. Un febbrile entusiasmo conquista tutti: lo stesso direttore del carcere e Jan Jönson ottengono dalle autorità di far varcare i cancelli ai cinque attori e di farli recitare in un vero teatro a Göteborg. 
La cronaca nazionale recensisce ottimamente la messinscena e Beckett propone al regista uno sfuggevole incontro a Parigi per complimentarsi con lui. Ma, finite le recite, i detenuti devono tornare in prigione consegnando al rientro tutti i souvenir e i regali ottenuti durante il viaggio. Passato un po' di tempo, il direttore concede agli "attori" un'altra tournée e i detenuti, prima della rappresentazione, scappano dall'ingresso del teatro, così come erano entrati.